# Массюрреализм

Работа «UNTITLED 1990 - EDITION 2014» художника Джеймса Сихейфера

Массюрреализм (англ. Massurrealism) — одно из направлений современного искусства конца XX столетия, для которого характерно сочетание массмедиа, поп-арта, сюрреалистических образов и современных технологий. Термин массюрреализм был введен художником по имени Джеймс Сихейфер в 1992 году. Это своего рода эволюция сюрреализма с использованием технологий и массмедиа. Иногда массюрреализм
считают ответвлением постмодернизма, хотя он, как сказано выше, скорее является дальнейшим развитием сюрреализма, в котором технологии являются лишь катализатором.
Конечно, массюрреализм, подвергся влиянию средств массовой информации, являющих примеры использования сюрреалистических образов. Сюда можно отнести печатные средства массовой информации, кино и музыкальные видео.

## История
Массюрреализм — это в некоторой степени развитый сюрреализм, который подчеркивает влияние технологий и средств массовой информации на современные сюрреалистические образы. Джеймс Сихейфер, которому приписывают авторство этого термина в 1992 году сказал, что у него не было другого выхода, кроме как ввести новый термин, потому что не было никакого существующего определения, которое бы точно охарактеризовало тип работ, которые он создавал, работ сочетавших элементы сюрреализма и элементы массмедиа.
Массюрреализм состоит из технологии и поп-арта. Джеймс Сихейфер начал свою работу с использования тележки для покупок, которая «ассоциировалась с американским массовым потреблением, продвигаемом в массы посредством массмедиа», а затем включил коллажи из цветных ксерокопий и аэрозольной краски с традиционной масляной краской.
В 1995 году он собрал небольшую групповую выставку возле Нью-Йорка и нашел местное интернет-кафе, где он начал публиковать материалы о массовом реализме в новостных группах по интернет-искусству, вдохновляя некоторых немецких студентов-искусствоведов на постановку массового шоу-шоу. В следующем году он открыл собственный веб-сайт www.massurrealism.com и начал получать работы от других художников, как нарисованные красками, так и цифровые. Сихейфер приписывает Всемирной паутине главную роль в распространении массюрреализма, которая вызвала интерес у художников в Лос-Анджелесе, Мексике а затем и в Европе . Джеймс Сихейфер заявил:
Дифференцирующим фактором, согласно Сихефейру, между сюрреализмом и массюрреализмом выступает распространение электронных средств массовой информации, начавшееся в Европе в конце XX века.
Трудно определить визуальный стиль массюрреализма, хотя общей характеристикой является использование современных технологий для объединения традиционного доступа сюрреализма к бессознательному с ироническими противоречиями поп-арта.
В 2005 году художник Бэнкси незаконно повесил в Британском музее камень, с начетным на нем изображением пещерного человека, толкающего тележку для покупок, который Шелли Эсаак из about.com назвал «хорошей данью Джеймсу Сифферу и Массюрреализму».

## Художники
Британский художник Алан Кинг начал экспериментировать с сочетанием методов цифрового и традиционного искусства в 1990-х годах, создавая большинство своих работ с использованием компьютерных технологий в сочетании с множеством традиционных методов, включая масла, акрил и акварель.
Известный во всем мире фотограф Чип Саймонс объединяет оба своих фотоизображения с цифровым коллажем. Сесил Тачон, который работает со звуковым коллажем и поэзией, является художником-массюрреалистом.
Немецкая художница Мелания Мария Кройцхоф, описывающая свои работы как массюрреализм, была нанята в 2004 году редактором журнала Spectakel Salzburger Festsiele Inside для создания художественного произведения об опере Эриха Вольфганга Корнгольда Die tote Stadt на Зальцбургском фестивале. Она выполнила заказ, сделала 9 цифровых фотографий, скомпоновала их на компьютере и напечатала результат прямо на холсте, который затем был прикреплен к деревянной раме, обработан акриловой краской и имел прикрепленные предметы — 3 гитарные струны, прядь волос и шелковый шарф. Изображения и элементы были получены из тематики оперы.